# Avenida de los Shyris
La Avenida de los Shyris es una de las arterias viales del centro-norte de la ciudad de Quito, en la  provincia de Pichincha en Ecuador.  

## Puntos de interés

### Tribuna de los Shyris
En el Parque La Carolina de la ciudad de Quito, ubicado en esta calle, se encuentra la Tribuna de los Shyris. Esta tribuna al aire tiene gradas para el uso de los transeúntes que circulan por la misma, además de un techo para cubrir las mismas. 
En esta tribuna se realizan distintos actos al público, además que sirve como punto de concentración para convocatorias masivas como protestas y marchas, siendo uno de los focos principales durante las manifestaciones en Ecuador de 2015.